# Rômulo Arantes
Rômulo Duncan Arantes Filho, bardziej znany jako Rômulo Arantes (ur. 12 czerwca 1957 w Rio de Janeiro, zm. 10 czerwca 2000 w Maripá de Minas w stanie Minas Gerais) – brazylijski pływak specjalizujący się głównie w stylu grzbietowym i zmiennym, aktor telewizyjny i filmowy. Jest ojcem aktora Rômulo Neto (ur. 4 kwietnia 1987).
Brał udział w trzech igrzyskach olimpijskich: w Monachium 1972, gdzie uczestniczył w stylu grzbietowym na dystansie 100 m i 200 m oraz na dystansie 4 × 100 m stylem zmiennym (która zakończył na 5. miejscu); Montrealu w 1976, gdzie pływał 100 i 200 metrów stylem grzbietowym oraz 100 metrów stylem motylkowym; jak również Moskwie w 1980, gdzie startował w 100 metrów stylem grzbietowym i 4 × 100 m stylem zmiennym. W żadnym ze startów nie zdobył olimpijskiego krążka.
W mistrzostwach świata w 1973, które odbyły się w Belgradzie, zajął 7. miejsce na 100 metrów stylem grzbietowym, bijąc rekord Ameryki Południowej z czasem 1:00,37. W konkurencji 200 metrów stylem grzbietowym nie zakwalifikował się do finału, mimo to ustanowił rekord Ameryki Południowej z czasem 2:12,98.
Na uniwersjadzie w 1977 zdobył złoty medal na 100 metrów stylem grzbietowym, z wynikiem 58,45, a na uniwersjadzie e 1981 zdobył brązowy medal w tej samej konkurencji – 58,24. Arantes był pierwszym brazylijskim medalistą pływackich mistrzostw świata.
W mistrzostwach świata w 1978 w Berlinie zdobyłł brązowy medal w konkurencji 100 metrów stylem grzbietowym, z wynikiem 58,01. Na igrzyskach panamerykańskich w 1979 w San Juan zdobył srebrny medal w konkurewncji 100 m stylem grzbietowym, brązowy medal w sztafecie 4 × 100 m stylem dowolnym, bijąc rekord Ameryki Południowej.
W latach 1977–1981 studiował administrację i zarządzanie na Indiana University, zdobył tytuł Master of Business Administration. Po zakończeniu kariery pływackiej, w latach 80. XX wieku, stał się trenerem pływackim i rozpoczął karierę aktorską. Pracował jako komentator sportowy.
10 czerwca 2000 r. w Maripá de Minas zginął w wypadku lecąc samolotem ultralekkim, na dwa dni przed ukończeniem 43 lat. W tym wypadku, zginął również drugi pilot, Fabio Amorim Ribeiro Red, w wieku 24 lat. Mieszkał z żoną bizneswoman Valerie Bragą (ur. 1955), posiadał gospodarstwo w regionie. Jego ciało zostało pochowane w City Cemetery.

## Wybrana filmografia
- 1981: Jasny' (Brilhante) jako Omar Silva
- 1982: Gdzie Prawda (Caso Verdade)
- 1982: Zakazany człowiek (O homem proibido) jako Juca
- 1982: Paraiso
- 1984: To cholerne Rio (Blame It on Rio) jako Diego
- 1984: Vereda Tropical nauczyciel pływania Teo
- 1985: A Gata Comeu
- 1986: Łowcy (Hell Hunters) jako Tonio
- 1987: Prawo do miłości (Direito de Amar) jako Nelo
- 1987: Leila Diniz jako Toquinho
- 1987: Sassaricando jako Adonis
- 1990: Pantanal jako Levi
- 1990: Riacho Doce jako Julião
- 1992: Perigosas Peruas jako Téio
- 1993: Twoja decyzja (Você Decide)
- 1993: Sex Appeal jako Maurício
- 1994: Quatro por Quatro jako ojciec
- 1996: Vira-lata jako Włoch
- 1996: Xica da Silva majster
- 1997: Canoa do Bagre jako Pedro
- 1999: Twoja decyzja (Você Decide)
- 2000: Zorra Total